# لويجي موريتي
لويغي موريتي (بالإيطالية: Luigi Moretti)‏ هو مهندس معماري إيطالي، ولد في 2 يناير 1907 في روما في إيطاليا، وتوفي في 14 يوليو 1973 في كابرايا إزولا في إيطاليا.

## معرض صور

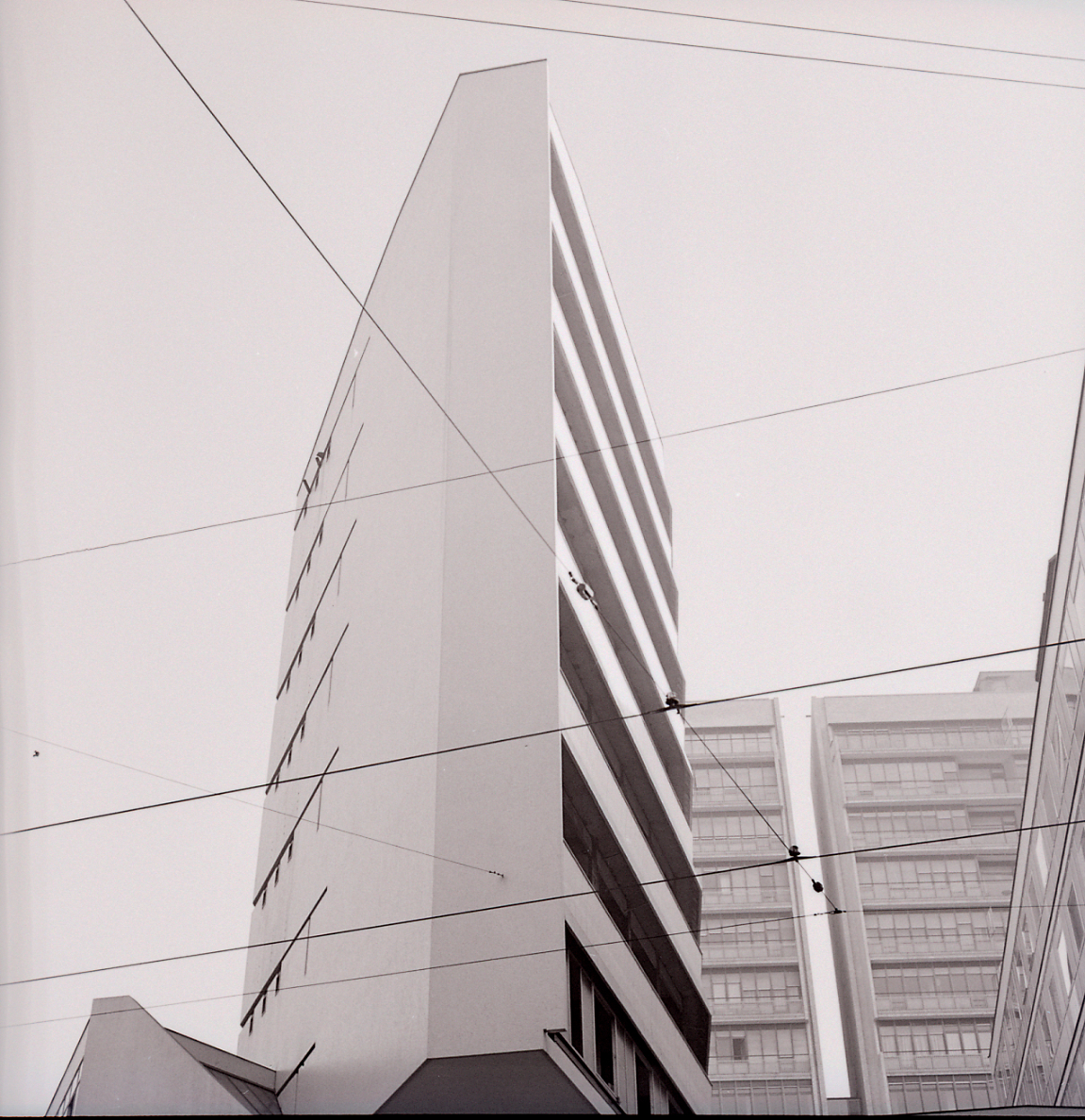
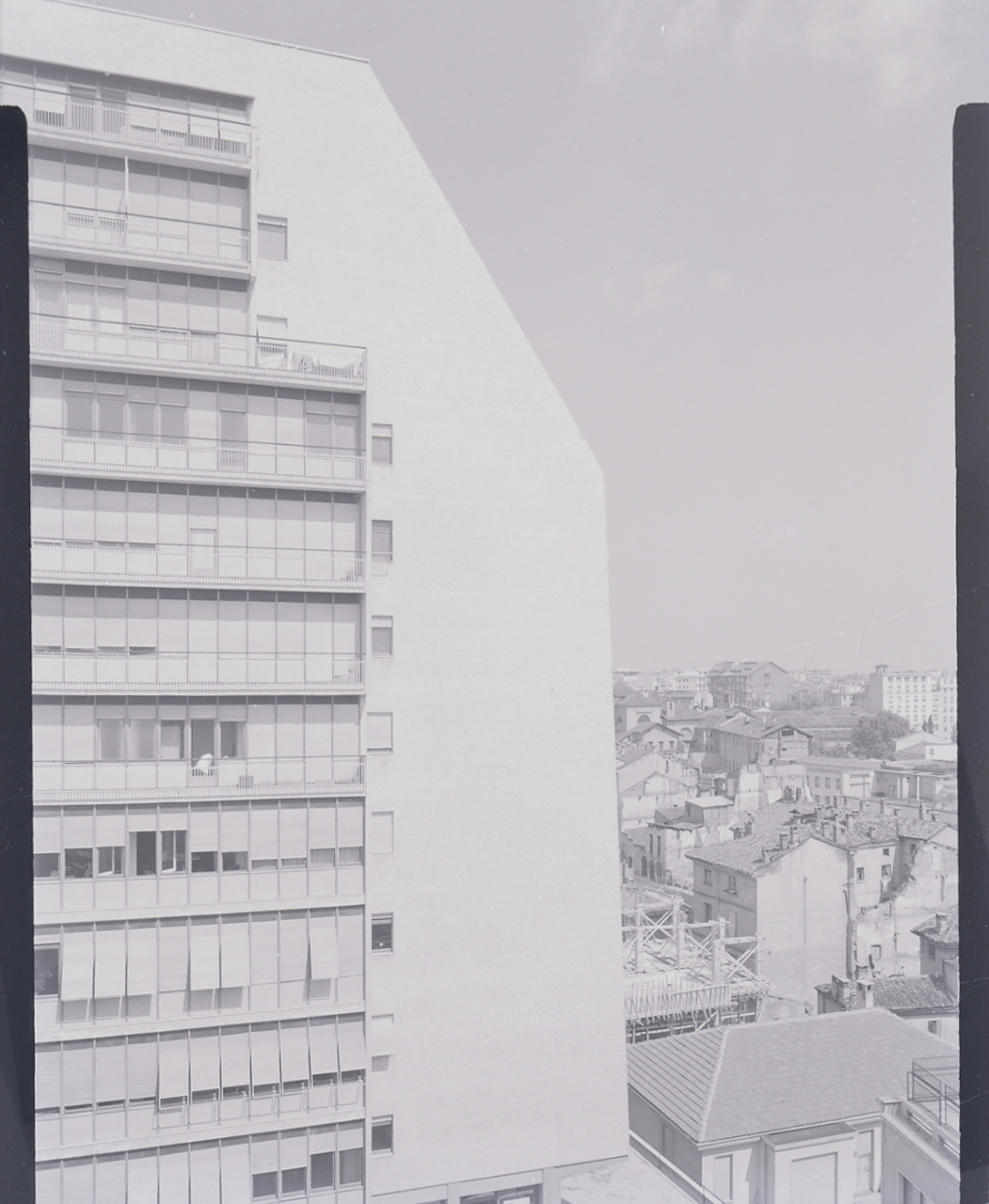
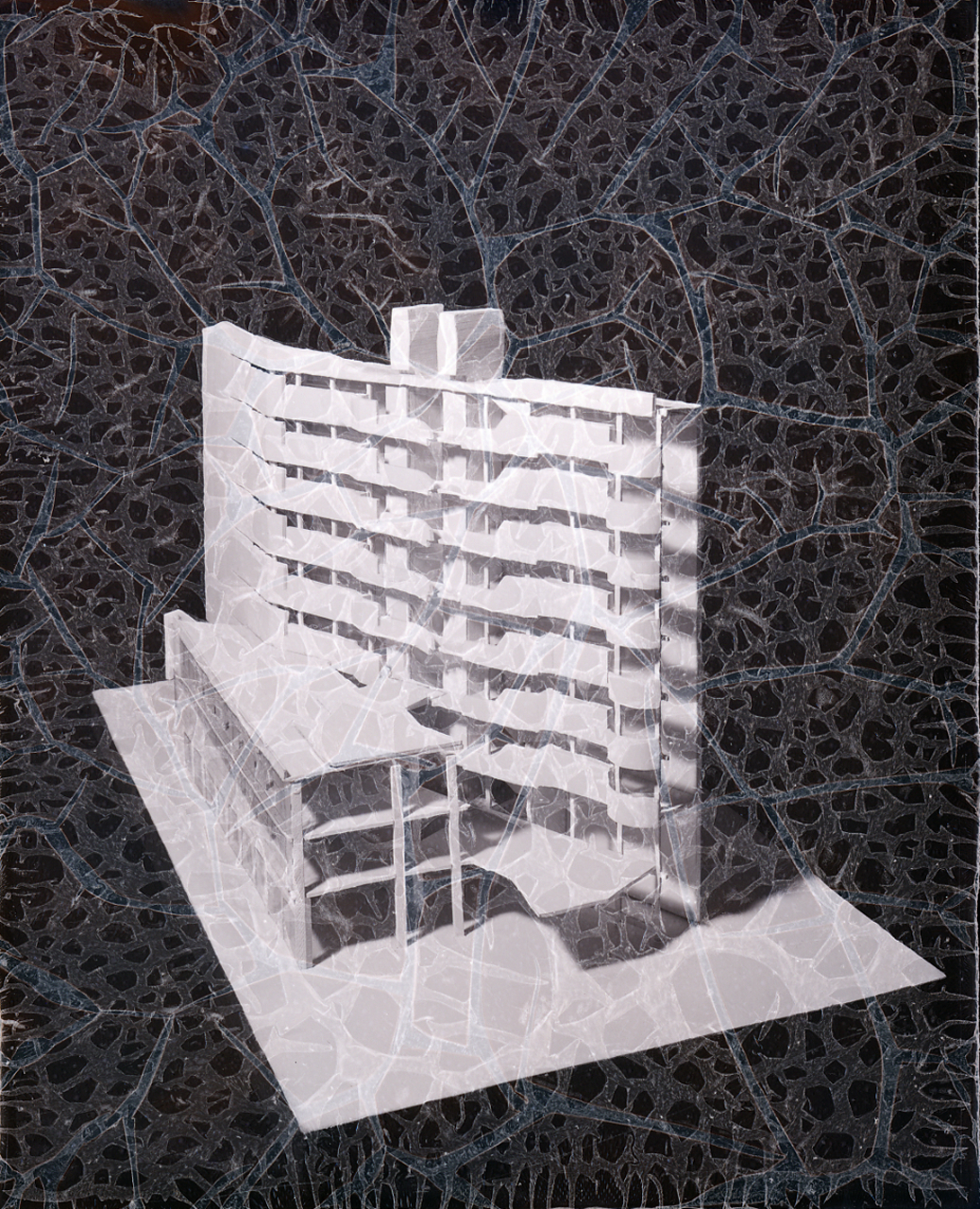

## وصلات خارجية
- لويغي موريتي على موقع أوليمبيديا (الإنجليزية)